# Diskografie Phila Manzanery
Toto je diskografie anglického hudebníka a producenta Phila Manzanery. V letech 1975 až 2015 vydal celkem devět sólových studiových alb a podílel se na několika desítkách alb různých dalších hudebníků.

## Sólová alba
- Diamond Head (1975)
- K-Scope (1978)
- Primitive Guitars (1982)
- Southern Cross (1990)
- Vozero (1999)
- 6PM (2004)
- 50 Minutes Later (2005)
- Firebird V11 (2008)
- The Sound of Blue (2015)

## Spolupráce
- Roxy Music (Roxy Music, 1972) – kytara
- For Your Pleasure (Roxy Music, 1973) – kytara
- These Foolish Things (Bryan Ferry, 1973) – kytara
- Stranded (Roxy Music, 1973) – kytara
- In Search of Eddie Riff (Andy Mackay, 1974) – kytara
- Country Life (Roxy Music, 1974) – kytara
- Here Come the Warm Jets (Brian Eno, 1974) – kytara
- Taking Tiger Mountain (By Strategy) (Brian Eno, 1974) – kytara
- The End… (Nico, 1974) – kytara
- Fear (John Cale, 1974) – kytara
- Slow Dazzle (John Cale, 1975) – kytara
- Siren (Roxy Music, 1975) – kytara
- Mental Notes (Split Enz, 1975) – produkce
- Mainstream (Quiet Sun, 1975) – kytara, klavír, produkce
- Second Thoughts (Split Enz, 1976) – produkce
- Let's Stick Together (Bryan Ferry, 1976) – kytara
- Listen Now (801, 1976) – kytara, klavír, varhany, produkce
- Dizrythmia (Split Enz, 1977) – produkce
- In Your Mind (Bryan Ferry, 1977) – kytara
- Before and After Science (Brian Eno, 1977) – kytara
- Resolving Contradictions (Andy Mackay, 1978) – kytara
- Manifesto (Roxy Music, 1979) – kytara, produkce
- Freeze Frame (Godley & Creme, 1979) – kytara
- Caught in the Crossfire (John Wetton, 1980) – kytara
- Flesh + Blood (Roxy Music, 1980) – kytara, baskytara, produkce
- Avalon (Roxy Music, 1982) – kytara, produkce
- Enz of an Era (Split Enz, 1982) – produkce
- The Explorers (The Explorers, 1985) – kytara, klávesy, produkce
- Park Hotel (Alice, 1986) – kytara
- Wetton/Manzanera (John Wetton a Phil Manzanera, 1987) – kytara, klávesy, produkce
- Christmas (Phil Manzanera a Andy Mackay, 1989) – kytara, produkce
- Senderos de traición (Héroes del Silencio, 1993) – produkce
- El Espíritu del Vino (Héroes del Silencio, 1993) – produkce
- Mamouna (Bryan Ferry, 1994) – kytara
- Revolution Ballroom (Nina Hagen, 1994) – kytara
- Walk You Home (Tim Finn, 1995) – kytara
- Vagabundo (Draco Rosa, 1996) – kytara
- La Pipa de la Paz (Aterciopelados, 1996) – produkce
- Shleep (Robert Wyatt, 1997) – kytara
- As Time Goes By (Bryan Ferry, 1999) – kytara
- On an Island (David Gilmour, 2006) – produkce, klávesy
- Comicopera (Robert Wyatt, 2007) – kytara
- The Unfairground (Kevin Ayers, 2007) – kytara
- Everything That Happens Will Happen Today (David Byrne a Brian Eno, 2008) – kytara
- Severino (Os Paralamas do Sucesso, 1994) – produkce
- Olympia (Bryan Ferry, 2010) – kytara
- Europa (Holly Johnson, 2014) – kytara
- Silver Rails (Jack Bruce, 2014) – kytara
- The Endless River (Pink Floyd, 2014) – produkce
- Rattle That Lock (David Gilmour, 2015) – produkce